# Reginald Kingscote Hewer
Reginald Kingscote Hewer, britanski general, * 1892, † 1970.